# ستيف تومسون (لاعب كرة قدم مواليد 1989)
ستيف تومسون (بالإنجليزية: Steve Thompson)‏ هو لاعب كرة قدم بريطاني في مركز الهجوم، ولد في 15 أبريل 1989 في Peterlee ‏ في المملكة المتحدة. لعب مع بورت فايل ونادي ميدلزبره.

## وصلات خارجية
- ستيف تومسون (لاعب كرة قدم مواليد 1989) على موقع قاعدة بيانات كرة القدم.إي يو (الإنجليزية)
- ستيف تومسون (لاعب كرة قدم مواليد 1989) على موقع Soccerbase.com (لاعب) (الإنجليزية)
- ستيف تومسون (لاعب كرة قدم مواليد 1989) على موقع Soccerway.com (الإنجليزية)